# Royal Crescent (Bath)
Pour les articles homonymes, voir Royal Crescent.
Le Royal Crescent (« Croissant royal ») est un ensemble résidentiel situé à Bath en Angleterre, composé de trente maisons disposées en croissant autour d'une vaste esplanade gazonnée. Il a été conçu par l'architecte John Wood le Jeune et construit entre 1767 et 1774. Monument classé en grade I, c'est l'un des plus grands exemples d'architecture georgienne se trouvant au Royaume-Uni.

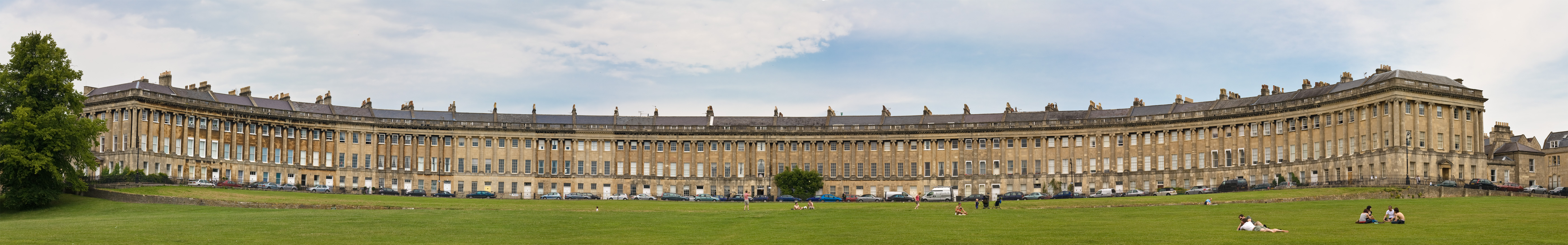
Panorama du Royal Crescent